# 後藤博 (裁判官)
後藤 博（ごとう ひろし、1958年〈昭和33年〉4月18日 - ）は、日本の裁判官。

## 来歴
静岡県出身。1981年（昭和56年）、東京大学法学部を卒業し、司法修習生を経て、1983年（昭和58年）、判事補に任官。任官後は主に民事裁判を担当。東京地方裁判所、那覇地方裁判所、最高裁判所、名古屋地方裁判所などで勤務し、東京地方裁判所部総括判事、津地方裁判所長、津家庭裁判所長、名古屋家庭裁判所長、東京高等裁判所部総括判事、東京地方裁判所長などを歴任した他、法務省で合計17年ほど勤務し、民事局総務課長や同局民事第二課長を務めた。
2021年（令和3年）10月8日、福岡高等裁判所長官に任官。
2022年（令和4年）7月5日、大阪高等裁判所長官に任官。
2023年（令和5年）4月17日、退職。